# 1837년 공황

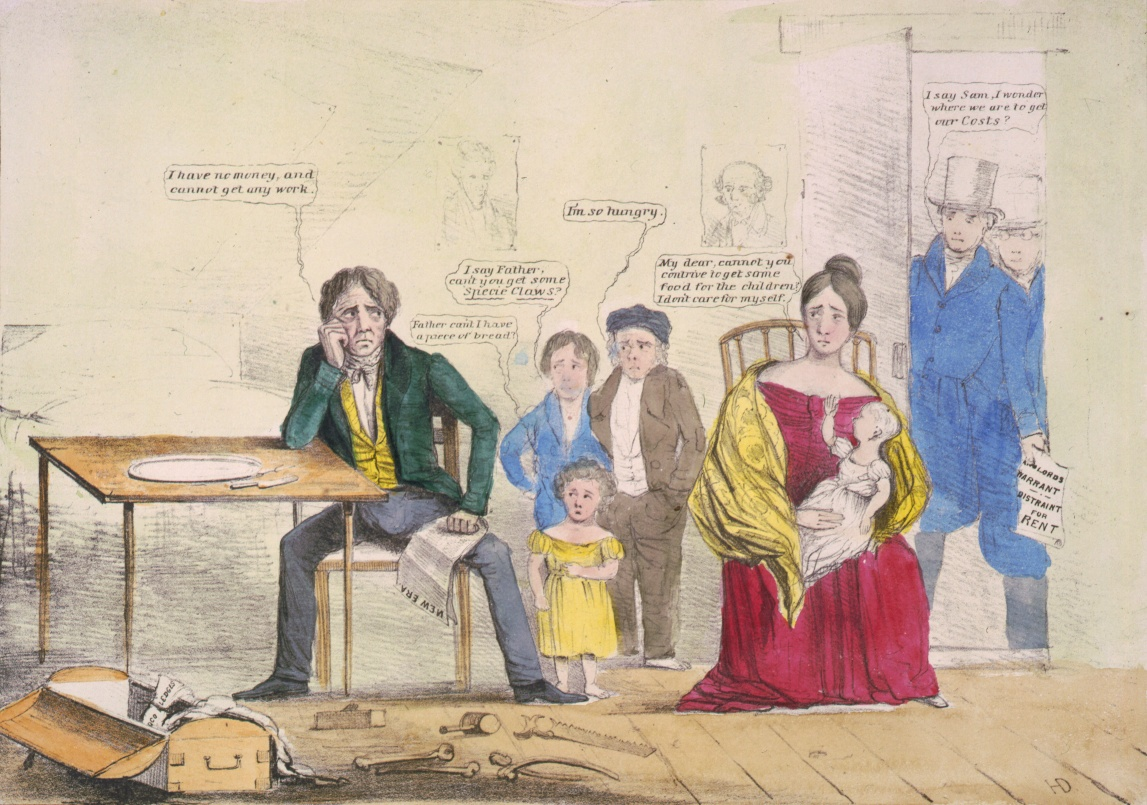
휘그당 만화. 벽에 민주당 대통령인 앤드루 잭슨과 마틴 밴 뷰런의 초상화가 걸려있는 가족에게 실업의 영향을 보여준다.

1837년 공황(영어: Panic of 1837)은 미국에서 시작된 금융위기로, 1840년대 중반까지 지속된 대규모 불황을 초래했다. 이 기간 동안 이익, 가격, 임금이 하락했고, 서부 확장은 중단되었으며, 실업률이 증가하고 비관론이 만연했다.
이 공황은 국내외적인 원인을 모두 가지고 있었다. 서부의 투기적 대출 관행, 면화 가격의 급격한 하락, 붕괴하는 부동산 거품, 국제적인 금속 화폐 흐름, 그리고 영국의 제한적인 대출 정책 등이 모두 요인이었다. 앤드루 잭슨 대통령이 미국 제2은행의 인가를 연장하지 않아 재정 문제를 규제할 중앙은행이 없었다는 점도 중요한 요인이었다.
1837년 초의 악화된 경제는 투자자들을 공황에 빠뜨렸고, 이로 인해 뱅크런이 발생하여 위기에 이름을 붙이게 되었다. 뱅크런은 1837년 5월 10일 뉴욕시의 은행들이 금과 은이 바닥나면서 절정에 달했다. 그들은 즉시 금속 화폐 지급을 중단했고, 더 이상 기업어음을 액면가 전액으로 금속 화폐로 상환하지 않았다. 상당한 경제 붕괴가 뒤따랐다. 1838년의 짧은 회복에도 불구하고 경기 침체는 거의 7년 동안 지속되었다. 전체 은행의 40% 이상이 파산했고, 기업들은 문을 닫았으며, 물가는 하락하고 대량 실업이 발생했다. 1837년부터 1844년까지 임금과 물가의 디플레이션이 광범위하게 일어났다.
국가가 어려움을 겪는 동안, 시간이 지나면서 경제를 활성화시킬 긍정적인 힘이 작용하고 있었다. 철도는 끊임없이 확장되기 시작했고, 용광로 기술자들은 더 많은 양의 선철을 제련하는 방법을 발견했다. 공작기계 및 금속 가공 산업이 발전하고 있었다. 석탄은 국가의 주요 열원으로서 목재를 대체하며 부상하기 시작했다. 농업 기계의 혁신은 토지로부터 더 큰 생산성을 가져올 것이었다. 경제적 혼란에도 불구하고 1840년대 동안 국가 인구는 3분의 1 이상 증가할 것이었다.
1845–1846년과 1847–1848년의 불황 이후, 1848년 캘리포니아에서 금이 발견되면서 자체적인 번영이 시작되었다. 한편, 개인과 기관들은 고통받고 있었다.

## 원인
위기는 1834년 중반부터 1836년 중반까지의 경제 확장 기간 이후에 발생했다. 이 시기 동안 토지, 면화, 노예 가격이 급등했다. 이러한 호황의 원인은 국내외적으로 다양했다. 국제 무역의 특이한 요인으로 인해 멕시코와 중국으로부터 미국으로 엄청난 양의 은이 유입되었다. 토지 판매와 수입 관세 또한 상당한 연방 수입을 창출했다. 수익성 높은 면화 수출과 영국 자본 시장에서의 주 지원 채권 판매를 통해 미국은 영국으로부터 상당한 자본 투자를 유치했다. 이러한 채권은 미국 내 교통 프로젝트에 자금을 조달했다. 베어링 브라더스와 같은 영국-미국 은행을 통해 제공된 영국 대출은 남북 전쟁 이전 시대 동안 미국의 서부 확장, 인프라 개선, 산업 확장, 경제 발전에 크게 기여했다.
1834년부터 1835년까지 유럽은 번영의 급증을 경험했으며, 이는 자신감과 위험한 해외 투자 성향의 증가로 이어졌다.
1836년까지 잉글랜드 은행 이사들은 최근 몇 년간 자본 투기 및 미국 운송 수단 투자 증가로 인해 통화 준비금이 급격히 감소하도록 허용했다. 반대로, 개선된 운송 시스템은 면화 공급을 증가시켜 시장 가격을 낮췄다. 면화 가격은 대출의 담보였으며, 미국의 면화 왕들은 채무 불이행에 빠졌다. 1836년과 1837년에 미국 밀 작물 또한 헤센파리와 겨울 피해로 인해 미국 내 밀 가격이 크게 상승하여 미국 노동자들이 굶주리게 되었다.
미국의 기아는 영국에서는 느껴지지 않았다. 영국의 밀 작물은 1831년부터 1836년까지 매년 개선되었고, 1836년까지 유럽의 미국 밀 수입은 "거의 제로"로 떨어졌다. 잉글랜드 은행 이사들은 통화 준비금을 늘리고 미국의 채무 불이행에 대비하기 위해 금리를 3%에서 5%로 점진적으로 인상할 것이라고 밝혔다. 당시의 재정 이론은 은행들이 통화 준비금이 낮을 때 금리를 인상하고 대출을 억제해야 한다고 보았다. 수요와 공급의 법칙에 따르면, 금리 인상은 가능한 투자 간에 동등한 위험이 가정될 경우 돈이 가장 큰 수익을 창출하는 곳으로 흐르기 때문에 금속 화폐를 유인할 것으로 예상되었다. 자유 무역과 상대적으로 약한 무역장벽을 특징으로 하는 1830년대의 개방경제에서, 패권적 세력(이 경우 영국)의 통화 정책은 미국을 포함한 상호 연결된 글로벌 경제 시스템의 나머지 부분으로 전파되었다. 그 결과 잉글랜드 은행이 금리를 인상하자 미국의 주요 은행들도 이를 따라야 했다.

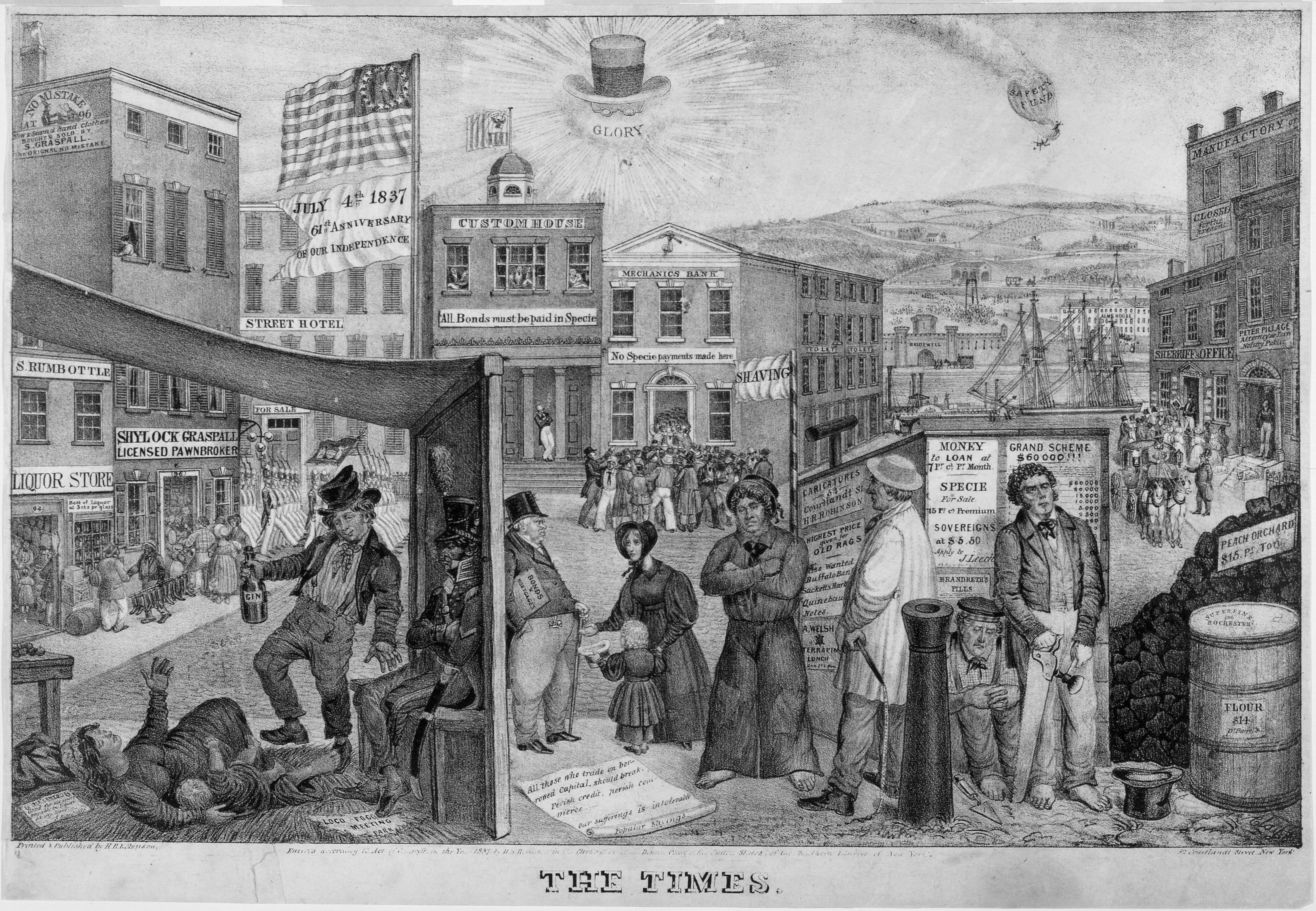
1837년의 풍자화는 앤드루 잭슨이 힘든 시기의 원인이라고 비난한다.

뉴욕 은행들이 금리를 인상하고 대출을 줄였을 때, 그 영향은 치명적이었다. 채권 가격은 수익률(또는 이자율)에 반비례하기 때문에, 시중 금리의 인상은 미국 증권 가격을 하락시켰을 것이다. 중요한 것은 면화 수요가 급감했다는 점이다. 1837년 2월과 3월에 면화 가격은 25% 하락했다. 미국 경제, 특히 남부 주들은 안정적인 면화 가격에 크게 의존했다. 면화 판매 수입은 일부 학교에 자금을 조달하고, 국가의 무역 적자를 상쇄하며, 미국 달러를 강화하고, 당시 세계의 준비 통화였던 영국 파운드로 외환 수입을 확보했다. 미국은 여전히 주요 작물 수출과 초기 제조 부문에 집중된 농업 경제였기 때문에, 면화 가격의 붕괴는 엄청난 파급 효과를 가져왔다.
미국에서는 몇 가지 기여 요인이 있었다. 1832년 7월, 잭슨 대통령은 미국 제2은행의 인가를 갱신하는 법안에 거부권을 행사했는데, 이 은행은 국가의 중앙은행이자 재정 대리인이었다. 다음 4년 동안 은행이 운영을 중단하면서, 서부와 남부의 주립 은행들은 불안정한 준비율을 유지함으로써 대출 기준을 완화했다. 두 가지 국내 정책이 이미 불안정한 상황을 악화시켰다. 1836년의 금속 화폐 회람은 서부 토지를 은행 대출 대신 금과 은 주화로만 구매하도록 의무화했다. 이 회람은 잭슨이 발행한 행정 명령으로, 미주리주 상원의원 토머스 하트 벤턴과 다른 경화 옹호자들이 선호했다. 그 의도는 오늘날 부동산 "거품"이라고 불리는 공공 토지에 대한 만연한 투기를 억제하는 것이었다. 거품은 이 경우 공공 토지의 실제 가치가 토지 자체를 지불하는 데 필요한 장기 소득/자원을 상당히 초과할 때 발생한다. 비록 의도는 좋았지만, 이 회람은 즉각적으로 부동산 및 상품 가격 폭락을 야기했는데, 이는 대부분의 잠재적 구매자들이 투기 주도의 부풀려진 토지 가격을 지불할 충분한 경화 또는 "금속 화폐"(금 또는 은 주화)를 마련할 수 없었기 때문이다. 둘째, 1836년의 예금 및 분배법은 연방 수입을 전국 각지의 여러 지역 은행(조롱하듯 "반려 은행"이라고 불림)에 예치했다. 이 은행들 중 다수는 서부에 위치했다. 두 정책의 효과는 금속 화폐를 국가의 주요 상업 중심지인 동부 해안에서 멀리 이동시키는 것이었다. 금고에 충분한 통화 준비금이 없었기 때문에 동부 해안의 주요 은행과 금융 기관들은 대출을 줄여야 했고, 이는 부동산 폭락 외에 공황의 주요 원인이 되었다.
미국인들은 공황의 원인을 주로 국내 정치적 갈등 탓으로 돌렸다. 민주당원들은 일반적으로 은행가들을 비난했고, 휘그당원들은 잭슨이 미국 은행 인가 갱신을 거부하고 정부 자금을 은행에서 인출한 것을 비난했다. 1837년 3월 대통령이 된 마틴 밴 뷰런은 그의 취임이 공황보다 불과 5주 앞섰음에도 불구하고 민주당원들에 의해 공황의 주범으로 크게 비난받았다. 밴 뷰런이 위기를 해결하기 위해 정부 개입(예를 들어, 긴급 구호 및 실업률 감소를 위한 공공 기반 시설 프로젝트에 대한 지출 증가, 대공황 시기 루스벨트가 사용했던 방식)을 거부한 것은 그의 반대자들로부터 공황 이후의 고난과 불황의 지속에 더욱 기여했다고 비난받았다. 반면 잭슨 민주당원들은 미국 은행이 "쉬운 돈" 정책을 통해 만연한 토지 및 상품 투기를 조장하고 인플레이션 지폐를 도입한 것을 비난했다. 일부 현대 경제학자들은 밴 뷰런의 규제 완화 경제 정책이 장기적으로 성공적이었으며, 공황 이후 은행을 활성화하는 데 중요한 역할을 했다고 주장한다.

## 영향 및 여파

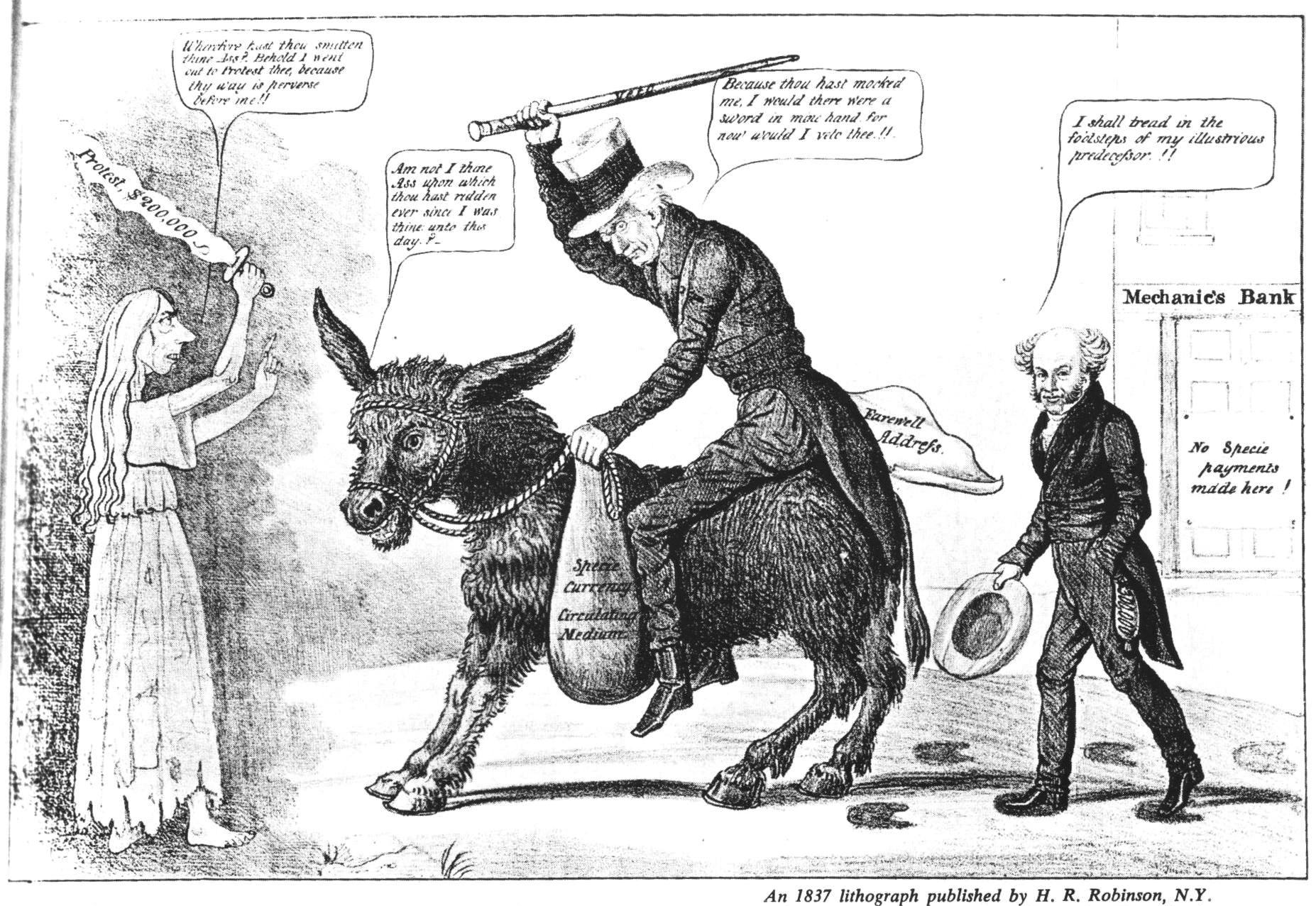
1837년 만화 <현대의 발람과 그의 나귀>는 1837년 공황과 은행 시스템의 위태로운 상태에 대한 비난을 퇴임하는 앤드루 잭슨에게 돌리고 있으며, 그는 나귀를 타고 있고 마틴 밴 뷰런 대통령은 승인하는 듯한 표정을 짓고 있다.

사실상 전국이 공황의 영향을 받았다. 코네티컷, 뉴저지, 델라웨어는 상업 지구에서 가장 큰 어려움을 겪었다고 보고했다. 1837년, 버몬트의 사업 및 신용 시스템은 큰 타격을 입었다. 버몬트는 1838년에 일시적인 완화를 겪었지만, 1839년-1840년에 다시 큰 타격을 입었다. 뉴햄프셔는 이웃 주들만큼 공황의 영향을 크게 받지 않았다. 1838년에 영구 부채가 없었고, 다음 해에도 경제적 어려움이 거의 없었다. 뉴햄프셔의 가장 큰 어려움은 주 내에 소액 주화가 유통되는 것이었다.
남부의 상황은 동부보다 훨씬 심각했으며, 면화 벨트가 가장 큰 타격을 입었다. 버지니아, 노스캐롤라이나, 사우스캐롤라이나에서는 공황으로 인해 작물 다각화에 대한 관심이 증가했다. 뉴올리언스는 전반적인 사업 불황을 겪었고, 1843년 내내 화폐 시장은 좋지 않은 상태를 유지했다. 미시시피의 여러 농장주들은 돈을 미리 많이 써버려 많은 농장주들이 완전히 파산했다. 1839년까지 많은 농장이 경작되지 않게 되었다. 플로리다와 조지아는 루이지애나, 앨라배마, 미시시피만큼 일찍 영향을 받지 않았다. 1837년 조지아는 일상적인 구매를 할 수 있을 만큼 충분한 주화를 가지고 있었다. 1839년까지 플로리다 주민들은 제때 지불하는 것에 대해 자랑할 수 있었다. 조지아와 플로리다는 1840년대에 공황의 부정적인 영향을 느끼기 시작했다.
처음에는 서부가 동부나 남부만큼 압박을 받지 않았다. 오하이오, 인디애나, 일리노이는 농업 주였고, 1837년의 좋은 작물은 농부들에게 위안이 되었다. 1839년에는 농산물 가격이 하락하면서 압력이 농업인들에게까지 미쳤다.
두 달 안에 뉴욕에서만 은행 파산으로 인한 손실이 거의 1억 달러에 달했다. 미국 내 850개 은행 중 343개가 완전히 문을 닫았고, 62개는 부분적으로 파산했으며, 주 은행 시스템은 완전히 회복되지 못할 정도의 충격을 받았다. 출판업계는 뒤이은 불황으로 특히 큰 타격을 입었다.
많은 개별 주들이 채권을 불이행하여 영국 채권자들을 분노하게 했다.:50–52 미국은 잠시 국제 자본 시장에서 철수했다. 1840년대 후반에 들어서야 미국은 이들 시장에 다시 진입했다. 채무 불이행은 경기 침체의 다른 결과들과 함께 주와 경제 발전 간의 관계에 중대한 영향을 미쳤다. 어떤 면에서, 공황은 내부 개선에 대한 대중의 지지에 대한 신뢰를 약화시켰다.:55–57 공황은 폭동과 다른 형태의 국내 불안을 촉발했다. 궁극적인 결과는 더욱 전문적인 경찰력을 포함하여 국가의 경찰권 증대였다.:137–138

## 회복

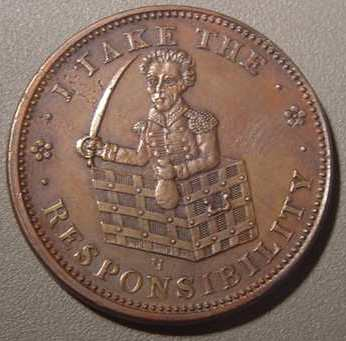
1830년대 후반의 하드 타임즈 토큰; 통화 부족 시 1센트 동전을 대신하여 개인적으로 주조됨; 비문에는 "나는 책임을 진다"고 적혀 있으며, 앤드루 잭슨이 칼을 뽑아 들고 강력한 상자에서 동전 주머니를 꺼내는 모습이 그려져 있다.

대부분의 경제학자들은 1838년부터 1839년까지 짧은 회복기가 있었지만, 잉글랜드 은행과 네덜란드 채권자들이 금리를 인상하면서 끝났다는 데 동의한다. 경제사학자 피터 테민은 디플레이션을 보정하면 1838년 이후 경제가 성장했다고 주장했다. 오스트리아 학파 경제학자 머리 로스바드에 따르면, 1839년에서 1843년 사이에 실질 소비는 21% 증가했고 실질 국내총생산은 16% 증가했지만, 실질 투자는 23% 감소했고 통화량은 34% 감소했다.
1842년에 미국 경제는 어느 정도 반등하여 5년간의 불황을 극복할 수 있었지만, 대부분의 설명에 따르면 경제는 1844년까지 회복되지 않았다. 1848년에 캘리포니아 골드 러시가 시작되어 통화 공급이 크게 증가하면서 불황으로부터의 회복이 가속화되었다. 1850년까지 미국 경제는 다시 호황을 누렸다.
신뢰와 심리와 같은 무형의 요인들이 강력한 역할을 하여 공황의 규모와 깊이를 설명하는 데 도움이 되었다. 당시 중앙은행들은 물가와 고용을 통제할 수 있는 능력이 제한적이어서 뱅크런이 흔했다. 몇몇 은행이 무너지자 공동체 전체에 불안감이 빠르게 퍼졌고, 당파적 신문에 의해 더욱 증폭되었다. 불안한 투자자들은 다른 은행으로 몰려가 예금 인출을 요구했다. 이러한 압력에 직면하여 건강한 은행조차도 대출을 회수하고 대출자에게 상환을 요구함으로써 추가적인 긴축을 해야 했다. 이는 히스테리를 더욱 부추겨 하향 나선 또는 눈덩이 효과로 이어졌다. 다시 말해, 불안, 공포, 만연한 신뢰 부족이 파괴적인 자가 유지 피드백 루프를 시작했다. 오늘날 많은 경제학자들은 이 현상을 정보 비대칭으로 이해한다. 본질적으로 은행 예금자들은 불완전한 정보에 반응했는데, 이는 그들이 예금이 안전한지 알지 못했기 때문에 추가적인 위험을 두려워하여 더 큰 피해를 초래할 수 있음에도 불구하고 예금을 인출했다. 하향 나선이라는 동일한 개념은 토지, 면화, 노예에 투기했던 많은 남부 농장주들에게도 해당되었다. 많은 농장주들은 면화 가격이 계속 오를 것이라는 가정 하에 은행에서 대출을 받았다. 그러나 면화 가격이 떨어지자 농장주들은 대출금을 갚을 수 없었고, 이는 많은 은행의 지급 능력을 위태롭게 했다. 이러한 요인들은 은행에 예금보험이 없었다는 점을 고려할 때 특히 중요했다. 은행 고객이 자신의 예금이 안전하다는 확신을 얻지 못하면, 경제의 나머지를 위태롭게 할 수 있는 경솔한 결정을 내릴 가능성이 더 높다. 경제학자들은 전환성의 중단, 예금보험, 그리고 은행의 충분한 자본 요건이 뱅크런의 가능성을 제한할 수 있다고 결론 내렸다.

## 같이 보기
- 1840년대 미국 주의 채무 불이행
- 1837년 밀가루 폭동
- 미국의 역사 (1815년~1849년)
- 커틀랜드 안전회

## 더 읽어보기
- Balleisen, Edward J. (2001). 《Navigating Failure: Bankruptcy and Commercial Society in Antebellum America》. University of North Carolina Press. 1–49쪽. ISBN 978-0-8078-2600-3.
- Bodenhorn, Howard (2003). 《State Banking in Early America》. Oxford University Press. ISBN 978-0-19-514776-6.
- Campbell, Stephen (2017). "The Transatlantic Financial Crisis of 1837," in William Beezley, ed., The Oxford Research Encyclopedia of Latin American History. doi:10.1093/acrefore/9780199366439.013.399
- Curtis, James C. (1970). 《The Fox at Bay: Martin Van Buren and the Presidency, 1837–1841》. Univ. Press of Kentucky. 64–151쪽. ISBN 978-0-8131-1214-5.
- Friedman, Milton (1960). 《A Program for Monetary Stability》. New York: Fordham Univ. Press.
- Goodhart, Charles (1988). 《The Evolution of Central Banks》. MIT Press. 1–19쪽. ISBN 978-0-262-57073-2.
- Jenks, Leland Hamilton (1927). 《The Migration of British Capital to 1875》. Alfred A. Knopf. 66–95쪽.
- Kilbourne, Richard H. Jr. (2006). 《Slave Agriculture and Financial Markets in Antebellum America: The Bank of the United States in Mississippi, 1831–1852》. Pickering and Chatto. 57–105쪽. ISBN 978-1-85196-890-9.
- Kynaston, David (2017). 《Till Time's Last Sand: A History of the Bank of England, 1694–2013》. New York: 블룸즈버리. 131–134쪽. ISBN 978-1408868560.
- Lepler, Jessica (May 2012). 《The News Flew Like Lightning》. 《Journal of Cultural Economy》 5. 179–195쪽. doi:10.1080/17530350.2012.660784. S2CID 142766030.
- Lepler, Jessica M. (2013년 9월 23일). 《The Many Panics of 1837: People, Politics, and the Creation of a Transatlantic Financial Crisis》. Cambridge University Press. ISBN 978-0-521-11653-4.; compares London, New York, and New Orleans between March and May 1837
- McGrane, Reginald C (1924). 《The Panic of 1837: Some financial problems of the Jacksonian era》.
- Read, Charles. (2023). Calming the Storms: The Carry Trade, the Banking School and British Financial Crises Since 1825. Palgrave Macmillan. pp. 112−136.
- Remini, Robert V. (1967). 《Andrew Jackson and the Bank War》. W.W. Norton & Company. 126–131쪽. ISBN 978-0-393-09757-3.
- Roberts, Alasdair (2012). 《America's First Great Depression: Economic Crisis and Political Disorder After the Panic of 1837》. Ithaca, NY: Cornell University Press. ISBN 978-0-8014-5033-4. online review
- Rousseau, Peter L (2002). 《Jacksonian Monetary Policy, Specie Flows, and the Panic of 1837》 (PDF). 《Journal of Economic History》 62. 457–488쪽. doi:10.1017/S0022050702000566. hdl:1803/15623.
- Schweikart, Larry (1987). 《Banking in the American South from the Age of Jackson to Reconstruction》. LSU Press. ISBN 978-0-8071-1403-2.
- Smith, Walter Buckingham (1953). 《Economic Aspects of the Second Bank of the United States》. Harvard University Press. 21–178쪽.